# Land- und Stadtgericht Goldapp
Das Land- und Stadtgericht Goldapp war von 1838 bis 1849 ein preußisches Land- und Stadtgericht mit Sitz in Goldapp.

## Geschichte

### Stadtgericht Goldapp
Am 15. Mai 1570 wurde die Stadt Goldap durch Kaspar von Nostitz gegründet. Mit dem Stadtrecht verbunden war auch die städtische Gerichtsbarkeit. Das Stadtgericht Goldapp war dem Hofgericht Insterburg und ab 1808 dem Oberlandesgericht Insterburg nachgeordnet.
1837 umfasste der Gerichtsbezirk die Stadt Goldapp mit 3593 Gerichtseingesessenen. Am Gericht waren ein Richter und ein Unterbeamter beschäftigt.

### Justizamt Goldapp
Der Gerichtsbezirk des Justizamtes Goldapp umfasste 189 Ortschaften mit zusammen 22.643 Gerichtseingesessenen. Am Gericht waren ein Justizamtmann, zwei Richter und vier weitere Mitarbeiter beschäftigt.

### Land- und Stadtgericht Goldapp
Das Land- und Stadtgericht Goldapp wurde mit Kabinetts-Ordre vom 22. August 1838 aus dem Stadtgericht Goldapp, dem Justizamt Goldapp und dem Justizamt Sperling gebildet. Es war ein Gericht 1. Klasse im Sprengel des Oberlandesgerichts Insterburg. 
Nach der Zusammenlegung umfasste der Gerichtsbezirk die Stadt Goldapp und die Kirchspiele Dubeningken, Gawaiten, Goldapp, Grabowen, Gurnen und Szittkehmen mit zusammen 24.176 Gerichtseingesessenen. Am Gericht waren ein Direktor, zwei Richter und 8 weitere Mitarbeiter beschäftigt.
Nach der Märzrevolution wurden 1849 einheitlich Kreisgerichte gebildet. In Goldapp entstand das Kreisgericht Goldapp.